# Carlinhos (calciatore 1997)
Carlinhos, pseudonimo di Carlos Moisés de Lima (Jaú, 12 febbraio 1997), è un calciatore brasiliano, attaccante del Vitória in prestito dal Flamengo.

## Carriera
Carlinhos ha iniziato la sua carriera professionistica con il Corinthians, con cui ha debuttato il 27 agosto 2017 nell'incontro di Série A perso 1-0 contro l'Atl. Goianiense. Negli anni successivi è stato ceduto in prestito al Oeste, Grêmio Novorizontino, Vila Nova, Marcílio Dias ed Atibaia, prima di lasciare definitivamente il Timão nel 2021.
Fra il 2021 ed il 2023 ha giocato nei campionati statali e nelle divisioni inferiori del calcio brasiliano con São Caetano, Santo André, Audax Rio e Juventus-SP per poi passare al Camboriú dove si è messo in mostra con 8 reti in 15 partite in Série D.
Nel 2024 ha firmato con il Nova Iguaçu dove ha raggiunto la finale del Campionato Carioca classificandosi secondo nella classifica marcatori. L'8 aprile 2024 è stato acquistato a titolo definitivo dal Flamengo.

## Statistiche

### Presenze e reti nei club
Statistiche aggiornate al 7 luglio 2024.
| Stagione        | Squadra              | Campionato      | Campionato | Campionato | Coppe nazionali | Coppe nazionali | Coppe nazionali | Coppe continentali | Coppe continentali | Coppe continentali | Altre coppe | Altre coppe | Altre coppe | Totale | Totale | Totale |
| Stagione        | Squadra              | Comp            | Pres       | Reti       | Comp            | Pres            | Reti            | Comp               | Pres               | Reti               | Comp        | Pres        | Reti        | Pres   | Reti   |        |
| --------------- | -------------------- | --------------- | ---------- | ---------- | --------------- | --------------- | --------------- | ------------------ | ------------------ | ------------------ | ----------- | ----------- | ----------- | ------ | ------ | ------ |
| 2017            | Corinthians          | A1/SP+A         | 0+1        | 0          | CB              | 0               | 0               |                    | -                  | -                  |             | -           | -           | 1      | 0      |        |
| 2018            | Oeste                | A1/SP+B         | 0+14       | 2          | CB              | 0               | 0               |                    | -                  | -                  |             | -           | -           | 14     | 2      |        |
| 2019            | Grêmio Novorizontino | A1/SP+D         | 7+4        | 1+1        | CB              | 0               | 0               |                    | -                  | -                  |             | -           | -           | 11     | 2      |        |
| 2019            | Vila Nova            | PD/GO+B         | 0+8        | 0          | CB              | 0               | 0               |                    | -                  | -                  |             | -           | -           | 8      | 0      |        |
| 2020            | Marcílio Dias        | PD/SC+D         | 4+0        | 0          | CB              | 0               | 0               |                    | -                  | -                  |             | -           | -           | 4      | 0      |        |
| 2020            | Atibaia              | A2/SP           | 3          | 1          |                 | -               | -               |                    | -                  | -                  | CP          | 6           | 0           | 9      | 1      |        |
| 2021            | São Caetano          | A1/SP           | 6          | 0          |                 | -               | -               |                    | -                  | -                  |             | -           | -           | 6      | 0      |        |
| 2021            | Santo André          | A1/SP+D         | 0+1        | 0          | CB              | 0               | 0               |                    | -                  | -                  |             | -           | -           | 1      | 0      |        |
| 2022            | Audax Rio            | A/RJ            | 12         | 1          |                 | -               | -               |                    | -                  | -                  |             | -           | -           | 12     | 1      |        |
| 2022            | Juventus-SP          |                 | -          | -          |                 | -               | -               |                    | -                  | -                  | CP          | 8           | 0           | 8      | 0      |        |
| 2023            | Audax Rio            | A/RJ            | 6          | 1          |                 | -               | -               |                    | -                  | -                  |             | -           | -           | 6      | 1      |        |
| 2023            | Camboriú             | PD/SC+D         | 0+15       | 0+8        | CB              | 0               | 0               |                    | -                  | -                  |             | -           | -           | 15     | 8      |        |
| 2024            | Nova Iguaçu          | A/RJ+D          | 13+0       | 8+0        | CB]             | 1               | 1               |                    | -                  | -                  |             | -           | -           | 14     | 9      |        |
| 2024            | Flamengo             | PD/RJ+A         | 0+5        | 0+1        | CB              | 0               | 0               | CL                 | 0                  | 0                  |             | -           | -           | 5      | 1      |        |
| Totale carriera | Totale carriera      | Totale carriera | 99         | 24         |                 | 1               | 0               |                    | 0                  | 0                  |             | 14          | 0           | 114    | 25     |        |

## Palmarès

### Club

#### Competizioni naizonali
- Campionato brasiliano: 1

Corinthians: 2017
- Coppa del Brasile: 1

Flamengo: 2024
- Supercoppa del Brasile: 1

Flamengo: 2025

#### Competizioni statali
- Campionato Carioca: 1

Flamengo: 2024